# Anna Magdalena Bach

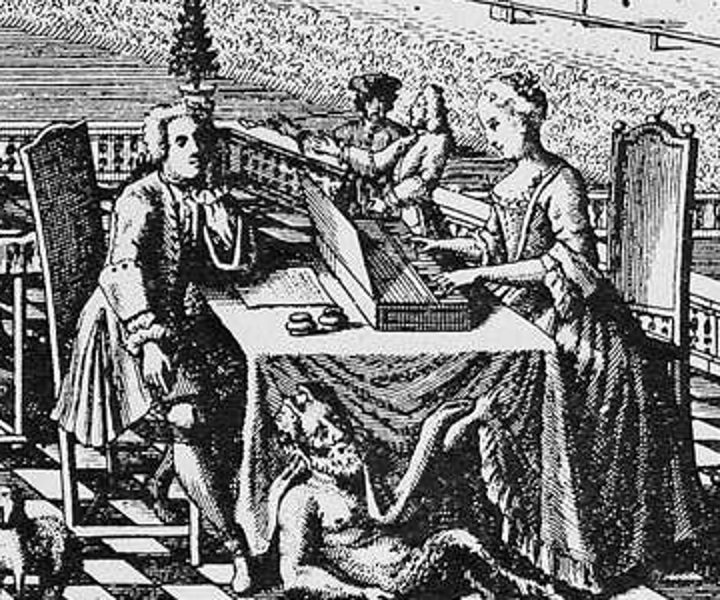
Anna Magdalena Bach.

Anna Magdalena Bach född Anna Magdalena Wilcken (alternativt Wülcken, Wilckens, Wülckens eller Wilcke - namnformer och stavning var inte standardiserade på den tiden), född 22 september 1701, död 22 februari 1760, var en tysk sångerska, gift med tonsättaren Johann Sebastian Bach.
Wilcken engagerades redan som femtonåring som hovsångerska vid det lilla hovet i Anhalt-Köthen nära Magdeburg av dess musikälskande furste Leopold. Där träffade hon Johann Sebastian Bach och gifte sig med honom 1721, året efter att hans första hustru hade dött och efterlämnat fyra barn. Johann Sebastian och Anna Magdalena fick tretton barn. Hon var notkunnig (som var självklart på den tiden för en musiker på hennes nivå) och hjälpte sin man med utskrifter och kopiering av hans sonator, partitor, cellosviter, konserter för cembalo och delar av Das wohltemperierte Klavier. Det finns också en "Anna Magdalenas lilla notbok", där hon nedtecknat musik av maken, andra kompositörer, och möjligen också sig själv.
Det finns en forskare, Martin Jarvis, som anser att hon har komponerat de cellosviter som tillskrivs hennes make.  Det manuskript som finns bevarat är otvivelaktigt i hennes handstil, men att hon skulle komponerat musiken har genom djupgående analys kraftigt tillbakavisats av ledande bachexperter, inte minst av den sverigebaserade forskaren Ruth Tatlow.

I filmen Chronik der Anna Magdalena Bach gestaltas hon av Christiane Lang.